# Liam Polworth
Liam Polworth (Inverness, 12 ottobre 1994) è un calciatore scozzese, centrocampista del Kilmarnock.

## Carriera

### Club
Ha giocato nella prima divisione scozzese.

### Nazionale
Ha giocato nelle nazionali giovanili scozzesi Under-16, Under-17 ed Under-21.

## Palmarès

### Club

#### Competizioni nazionali
- Coppa di Scozia: 1

Inverness: 2014-2015
- Scottish Challenge Cup: 1

Inverness: 2017-2018